# The Iced Bullet
The Iced Bullet è un film muto del 1917 diretto da Reginald Barker.

## Produzione
Il film fu prodotto dalla Kay-Bee Pictures e dalla New York Motion Picture.

## Distribuzione
Distribuito dalla Triangle Distributing e presentato da Thomas H. Ince, il film uscì nelle sale cinematografiche degli Stati Uniti il 21 gennaio 1917.